# H-II-gebied

NGC 1976, de Orionnevel is een H-II-gebied op een afstand van 1344 lichtjaar. De rode kleur ontstaat door de sterke H-alfa-emissielijn bij 656,3 nm die de straling van H-II-gebieden domineert.

Een H-II-gebied is een wolk van gloeiend gas, van enkele tot soms honderden lichtjaren in diameter. Jonge, hete, blauwe sterren die zich in het gas bevinden, stralen veel ultraviolet licht uit waarmee ze de nevel rondom ioniseren.
Soms bevatten H-II-gebieden enkele sterren, maar in andere H-II-gebieden kunnen duizenden sterren ontstaan uit de geassocieerde moleculaire wolken. De gassen van het H-II-gebied worden door supernovaexplosies en sterrenwinden van de meest massieve sterren verspreid, waarbij een open sterrenhoop zoals Plejaden overblijft.
H-II-gebieden zijn genoemd naar de geïoniseerde atomaire waterstof die ze bevatten, die door astronomen aangeduid wordt als H-II (uitgesproken als "ha twee") (H-I is neutrale atomaire waterstof, en H2 is moleculaire waterstof). Voor de ionisatie van een H-II gebied moet het een of meer sterren met spectraalklasse vroeger dan ongeveer B3 bevatten. Latere typen sterren zenden niet voldoende ultraviolet licht uit om voldoende waterstof te ioniseren.

Radiostraling van de Orionnevelop een golflengte van 3,6 cm gemeten door de Very Large Array en de Green Bank Telescope

H-II-gebieden kunnen worden onderscheiden van reflectienevels door de emissielijnen in hun spectrum en de radiostraling (remstraling) die zij uitzenden.
H-II-gebieden kunnen tot op grote afstand worden waargenomen en de bestudering van H-II-gebieden in andere sterrenstelsels is belangrijk bij het bepalen van de afstand en chemische samenstelling ervan.

## Waarnemingen

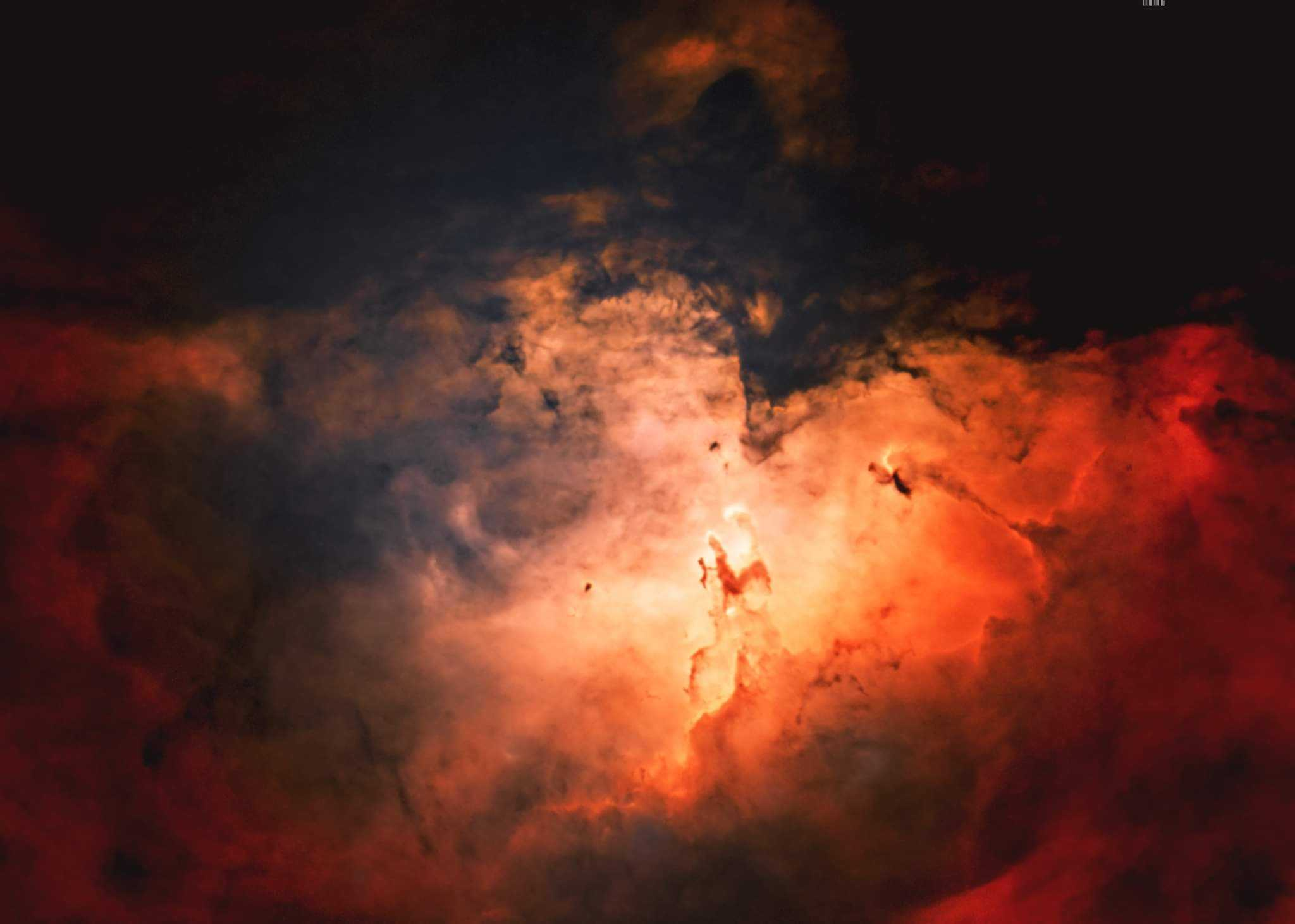
De Adelaarsnevel met in het centrum ervan de Pilaren der Creatie

De Pilaren der Creatie zijn donkere regio's waar stervorming plaatsvindt in de Adelaarsnevel.

Enkele van de helderste H-II-gebieden zijn zichtbaar met het blote oog. Het lijkt erop dat er tot de komst van de telescoop in de 17e eeuw niet één opgemerkt is. Galileo Galilei zag de Orionnevel niet toen hij de sterrenhoop (M42, het Trapezium) erin bekeek (die voorheen door Johannes Bayer als één enkele ster, θ-Orionis, was gecatalogiseerd). De Franse astronoom Nicolas-Claude Fabri de Peiresc wordt toegeschreven de Orionnevel in 1610 ontdekt te hebben. Sinds die observatie zijn H-II-gebieden ontdekt in zowel het onze als in andere spiraalvormige sterrenstelsels.
William Herschel observeerde de Orionnevel in 1774 en beschreef deze als "een vormeloze vurige waas, het chaotisch materiaal van toekomstige zonnen". Het duurde nog honderd jaar voordat dit vermoeden bevestigd kon worden door William Huggins en zijn vrouw Mary Huggins, toen zij hun spectroscoop op verscheidene nevels richtten. Sommige nevels, zoals de Andromedanevel, hadden spectra die redelijk overeenkwamen met die van sterren en bleken sterrenstelsels te zijn die op hun buurt weer uit miljoenen individuele sterren bestaan. Andere zagen er heel anders uit. In plaats van een sterk continuüm met daarop absorptielijnen, vertoonde de Orionnevel een paar emissielijnen (Huggins W., Miller W.A. (1864). On the Spectra of some of the Nebulae, Philosophical Transactions of the Royal Society of London, v.154, p. 437). Een van helderste hiervan (de sterkste lijnen zijn de Balmerlijnen van het waterstofspectrum) was een lijn met een golflengte van 500,7 nanometer, hetgeen niet correspondeerde met een lijn van een bekend chemisch element. Aanvankelijk werd gespeculeerd dat de lijn veroorzaakt werd door een onbekend element dat nebulium werd genoemd; een gelijkaardig idee had in 1868 geleid tot de ontdekking van helium door middel van analyse van het spectrum van de zon.
Terwijl helium na de ontdekking in het spectrum van de zon al snel werd geïsoleerd, gebeurde dat niet met nebulium. Begin 20e eeuw stelde Henry Norris Russell voor dat de lijn op 500,7 nm in plaats van door een nieuw element weleens veroorzaakt kon worden door een bekend element in onbekende omstandigheden.
Natuurkundigen toonden in de jaren '20 aan dat bij gas in extreem lage dichtheden het mogelijk is dat elektronen aangeslagen metastabiele energieniveaus in atomen en ionen kunnen bevolken die in hogere dichtheden door botsingen weer snel uit hun aangeslagen toestand raken. Elektronentransities tussen deze niveaus in zuurstof veroorzaken de lijn op 500,7 nm. Deze spectraallijnen, die alleen in gassen met zeer lage dichtheid gezien kunnen worden, worden verboden lijnen genoemd.
Gedurende de 20e eeuw toonden observaties aan dat H-II-gebieden altijd hete en heldere sterren van spectraalklasse O en B bevatten. Deze sterren zijn vele malen massiever dan onze Zon en zijn de sterren die het kortst leven, met een totale levensduur van een paar miljoen jaar (vergeleken met sterren zoals de Zon, die vele miljarden jaren leven). Daarom werd verondersteld dat H-II-gebieden regio's waren waarin zich nieuwe sterren vormen. Dat is niet correct gebleken: sterren worden gevormd uit moleculaire wolken. Een H-II-gebied is meestal ijler gas dat in de moleculaire wolk nabij jonge sterren geïoniseerd wordt. Over een periode van miljoenen jaren kan zich uit een moleculaire wolk een open sterrenhoop vormen (als die wolk massief genoeg is), voordat stralingsdruk van de hete, jonge sterren de nevel uiteendrijft. Het Zevengesternte (Plejaden) is een voorbeeld van een sterrenhoop dat het H-II-gebied waaruit het gevormd is heeft 'weggekookt'. De reflectienevel bij de Plejaden is geen restant van dit H-II-gebied, maar een toevallig voorbijkomende gaswolk.

## Ontstaan en levensloop

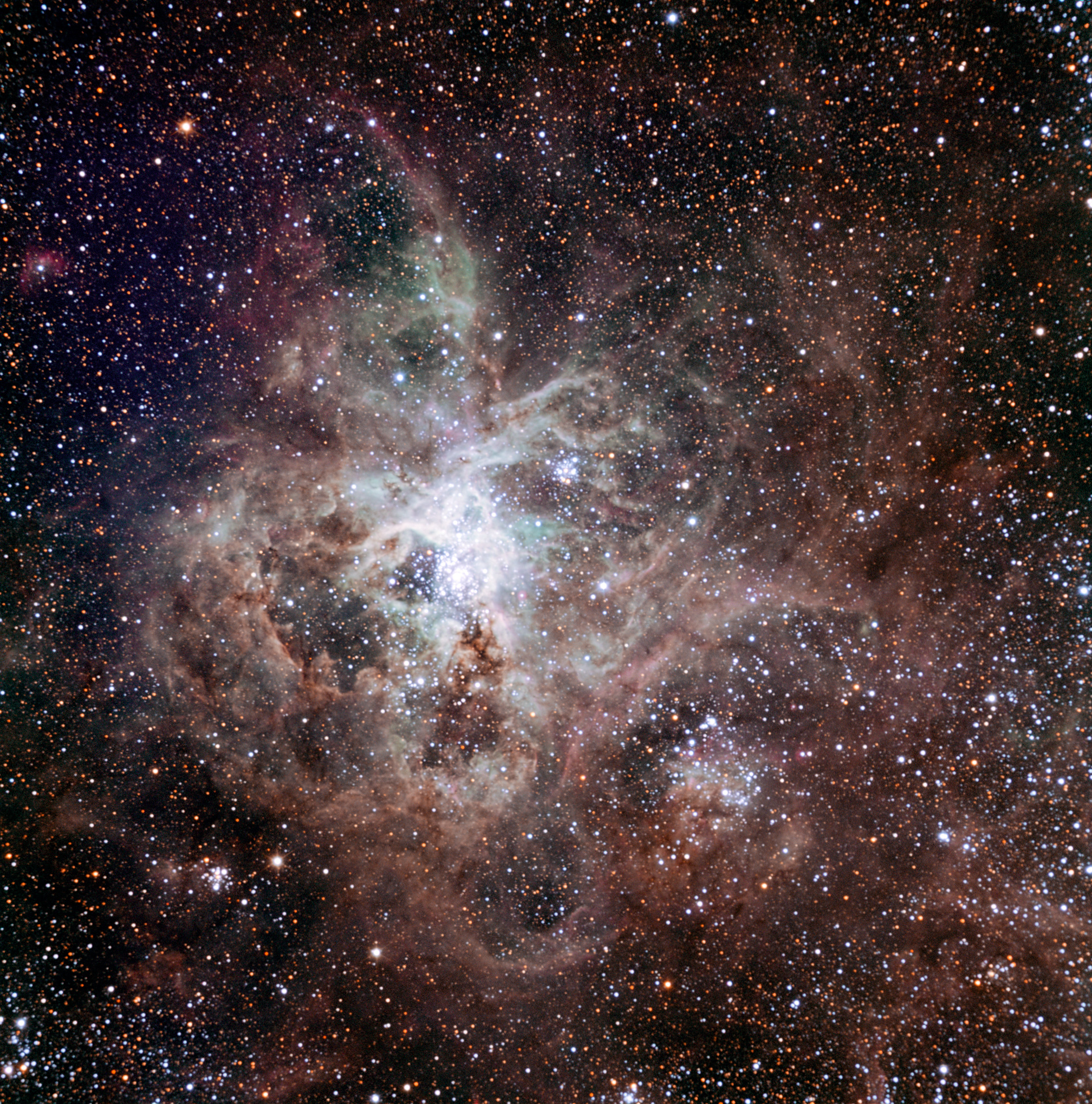
De Tarantulanevel, een reusachtig (1000-2000 lichtjaar in diameter) H-II-gebied in de Grote Magelhaense Wolk.

H-II-gebieden ontstaan in een reusachtige moleculaire wolk (RMW). Een RMW is een koele (10–20 K) en dichte gaswolk met een afmeting van meer dan 100 lichtjaar die voor het merendeel bestaat uit moleculaire waterstof. RMW's kunnen lange tijd in een stabiele toestand blijven bestaan. Schokgolven ten gevolge van supernova's, botsingen tussen wolken of magnetische interacties kunnen echter de ineenstorting van een deel van de wolk bewerkstelligen. Via een proces van ineenstorting en fragmentatie van de wolk, ontstaan dan sterren (zie ontstaan van het zonnestelsel voor een uitgebreidere beschrijving).

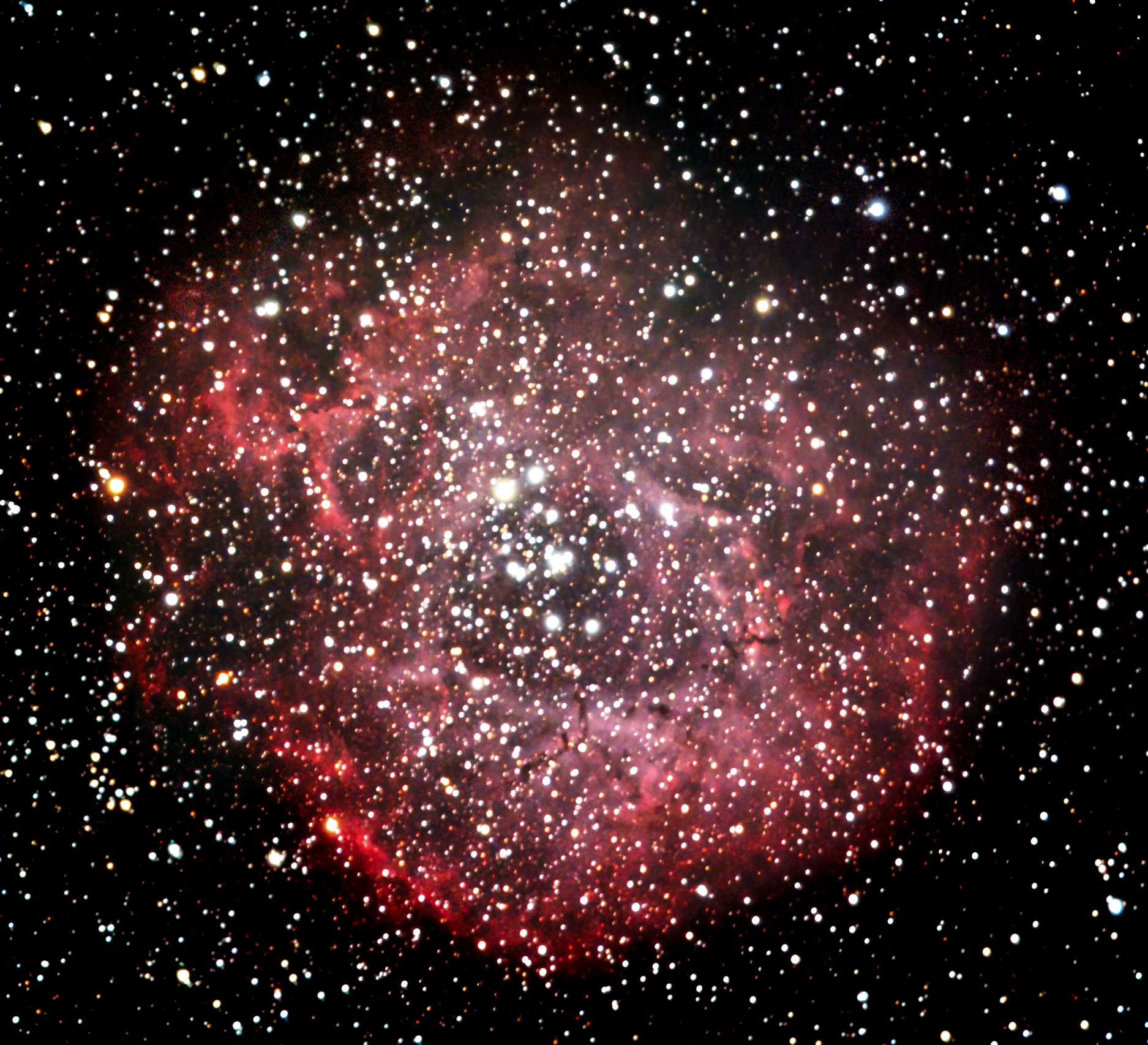
De Rosettenevel met in het centrum ervan de ioniserende sterren

De meest massieve sterren bereiken temperaturen die hoog genoeg zijn om het omringende gas te ioniseren, dat wil zeggen ze stralen ultraviolet licht uit met een golflengte korter dan 91,18 nm (de Lyman-limiet). Dan ontstaat een ionisatiefront dat met supersonische snelheid door het omringende gas raast. Op grotere afstand van de ioniserende ster daalt de snelheid van het ionisatiefront, terwijl de druk van het nieuw-geïoniseerde gas het geïoniseerde volume doet uitdijen. Uiteindelijk remt het ionisatiefront af tot subsonische snelheid en wordt het ingehaald door het schokfront, veroorzaakt door de uitdijende nevel. Dit is het moment waarop het H-II-gebied geboren is.
De leeftijd die een H-II-gebied bereikt, is in de orde van een paar miljoen jaar. Stralingsdruk vanuit de hete jonge sterren zal het meeste gas weg doen drijven. Feitelijk is het hele proces erg inefficiënt, doordat minder dan tien procent van het gas van het H-II-gebied zich tot sterren vormt en de rest weggeblazen wordt. Supernovaexplosies van de meest massieve sterren dragen ook bij aan het gasverlies, en deze vinden voor de meest massieve sterren al plaats na zo'n 1-2 miljoen jaar.

## Kraamkamers voor sterren

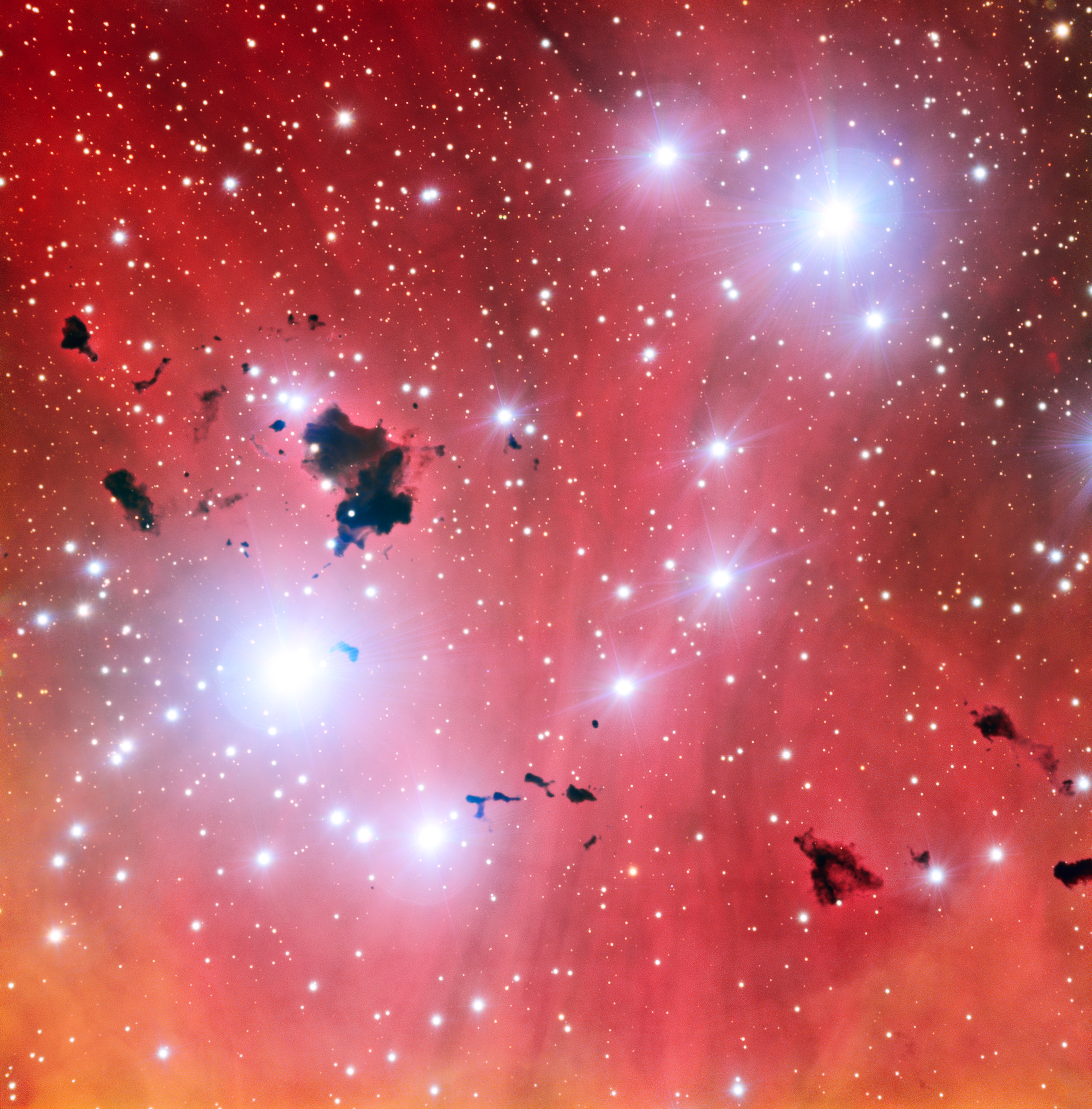
Bolwolken (zwart) en jonge sterren in het H-II-gebied IC 2944.

De eigenlijke geboorte van sterren binnen H-II-gebieden blijft verborgen binnen de dichte gas- en stofwolken die de sterren in wording omringen. In eerste instantie zijn deze compacte H-II-gebieden alleen waar te nemen in het infrarood of door middel van radiostraling.
Op het moment dat de stralingsdruk vanuit een ster zijn 'cocon' uiteendrijft, wordt deze optisch zichtbaar. 
Voordien worden de dichte gebieden die de nieuwe sterren bevatten vaak gezien in een silhouet tegen de rest van de geïoniseerde nevel - deze donkere plekken staan bekend als bolwolken of Bokglobules, naar Bart Jan Bok, die in de 'jaren 40 voorstelde dat dit plaatsen waren waar sterren werden geboren.
De bevestiging van het vermoeden van Bok moest wachten tot 1990, toen infraroodobservatoria door het dikke stof waaruit bolwolken bestaan konden doordringen en jonge sterachtige objecten onthulden. Tegenwoordig wordt gedacht dat een typische bolwolk een gewicht heeft van ongeveer 10 zonnemassa's, zich uitstrekt over een gebied van ongeveer een lichtjaar in doorsnede en dat bolwolken meestal leiden tot de vorming van dubbele of meervoudige sterrensystemen.
Naast dat ze plaatsen zijn waar sterren worden geboren, vertonen H-II-gebieden bewijzen dat ze planeetstelsels bevatten. De ruimtetelescoop Hubble heeft honderden protoplanetaire schijven ontdekt in de Orionnevel. Op zijn minst de helft van de jonge sterren in de Orionnevel lijken omringd te zijn door schijven van gas en stof, waarvan het er op lijkt dat ze veel meer materie bevatten dan nodig is om een zonnestelsel als het onze te vormen.

## Kenmerken

### Natuurkundige kenmerken

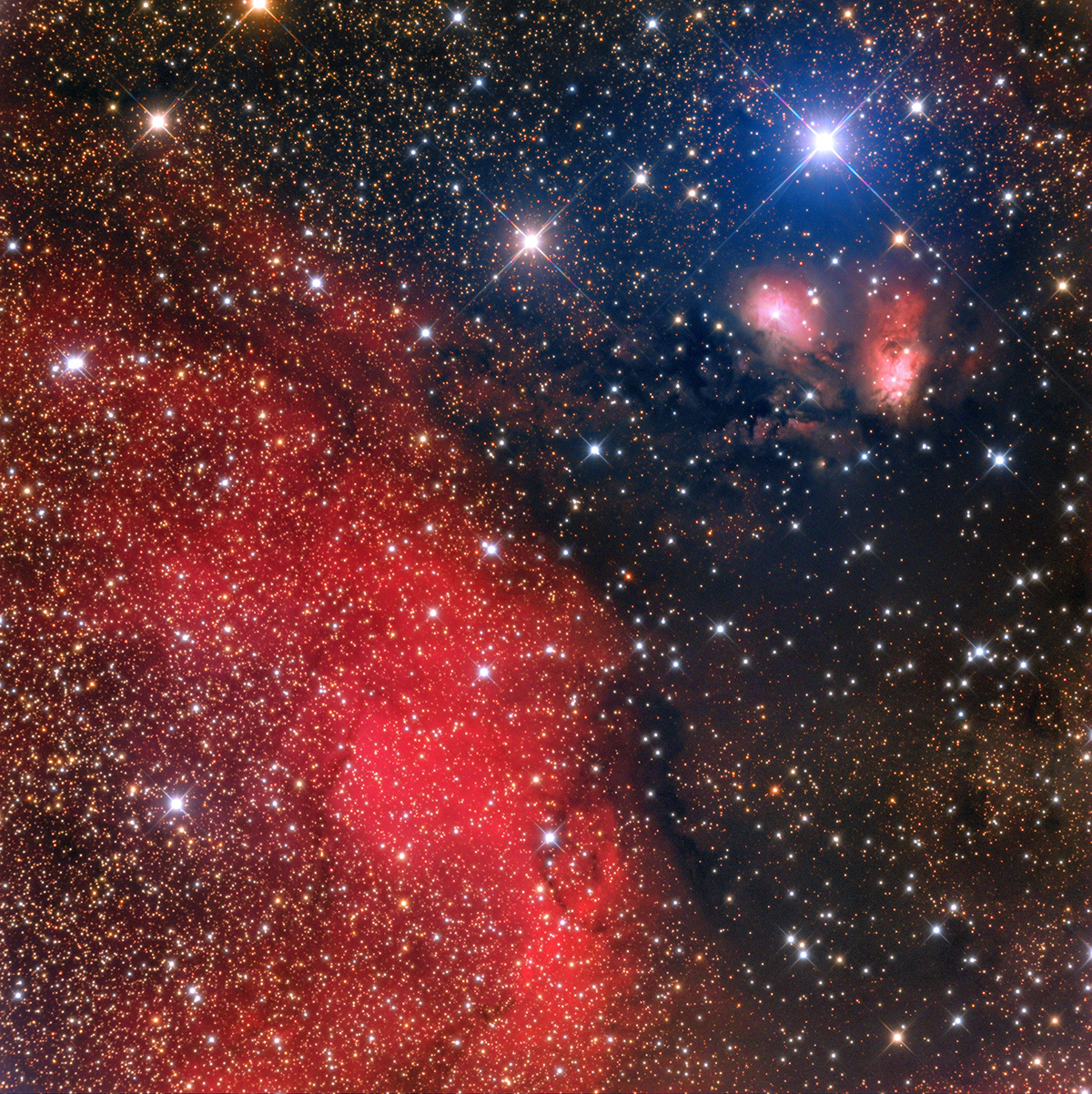
Het H-II-gebied Sh2-88 met twee compacte H-II-gebied (rechtsboven)

H-II-gebieden variëren in grootte van zogenoemde ultra-compacte gebieden die veelal een lichtjaar of minder in doorsnede zijn (dit zijn de jongste gebieden), tot H-II-gebieden die honderden lichtjaren groot zijn. Hun dichtheden variëren van meer dan een miljoen deeltjes per cm³ in de ultracompacte H-II-gebieden tot enkele deeltjes per cm³ in de grootste en meest uitgestrekte gebieden. De temperatuur van H-II-gebieden is ongeveer 10.000 kelvin.
Afhankelijk van de grootte van een H-II-gebied kunnen zich er enkele tot duizenden sterren in bevinden. Dit maakt H-II-gebieden gecompliceerden om te begrijpen dan planetaire nevels, die één centrale ioniserende bron hebben.
Chemisch gezien bestaan H-II-gebieden voor zo'n 90% uit waterstof. De sterkste waterstofemissielijn op 656,3 nm geeft H-II-gebieden hun karakteristieke rode kleur. De rest van een H-II-gebied bestaat voor het grootste deel uit helium, met enkele sporen van zwaardere elementen. Het aandeel zware elementen in H-II-gebieden neemt af met toenemende afstand van het centrum van de Melkweg. Dit is het geval omdat de mate van sterrenvorming groter is in de dichte centrale gebieden, hetgeen daar leidt tot grotere verrijking van het interstellair medium met de producten van nucleosynthese in vergelijking met de buitengebieden.

### Aantallen en distributie

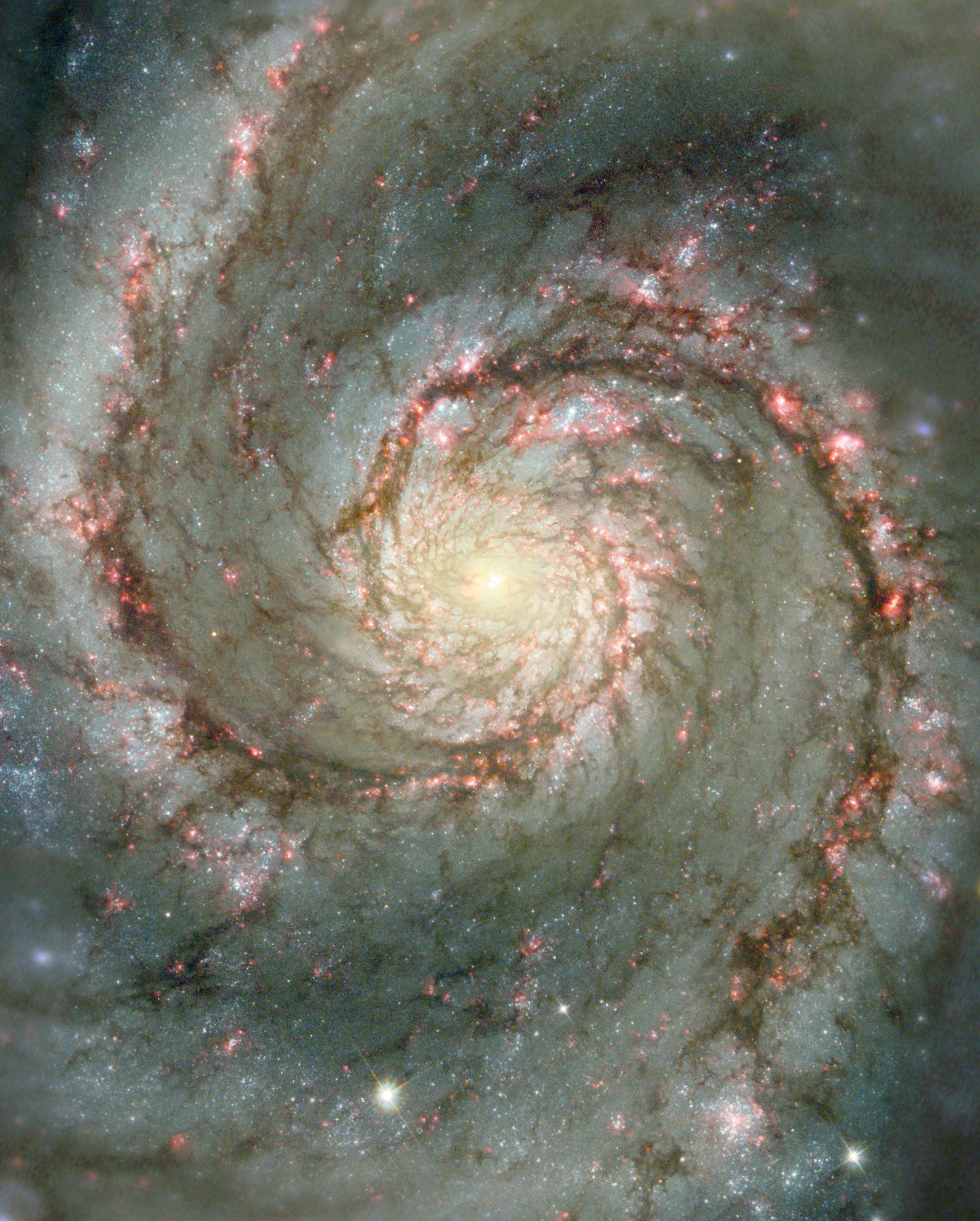
Ketens van rode H-II-gebieden in de spiraalarmen van de Draaikolknevel

H-II-gebieden worden alleen in onregelmatige en spiraalvormige sterrenstelsels zoals het onze gezien. Ze worden nooit waargenomen in elliptische sterrenstelsels. In onregelmatige sterrenstelsels worden ze door het hele sterrenstelsel waargenomen, in spiraalvormige sterrenstelsels worden ze vrijwel alleen in de spiraalarmen gevonden. Een groot spiraalvormig sterrenstelsel kan duizenden H-II-gebieden bevatten.
De reden dat H-II-gebieden niet in elliptische sterrenstelsels worden gezien, is dat elliptische sterrenstelsels gevormd worden door versmeltingen van sterrenstelsels. In clusters komen zulke versmeltingen vaak voor. Als sterrenstelsels met elkaar in botsing komen botsen individuele sterren hoogst zelden, maar de RMW's en H-II-gebieden raken zeer verroerd. Onder deze omstandigheden worden uitbarstingen van stervorming gestart, zo snel dat het meeste gas omgezet wordt in plaats van de normale 10% of minder. Sterrenstelsels die deze snelle stervorming ondergaan staan bekend als starburststelsels. Het elliptisch sterrenstelsel dat na de versmelting ontstaan is bevat een erg lage hoeveelheid gas en daarom kunnen H-II-gebieden zich niet langer vormen.
Recente observaties hebben aangetoond dat er zich een zeer klein aantal H-II-gebieden geheel buiten sterrenstelsels bevindt. Deze intergalactische H-II-gebieden zijn vermoedelijk overblijfselen van getijdenverstoringen van kleine sterrenstelsels.

### Morfologie
H-II-gebieden komen voor in een enorme variëteit van grootten. Iedere ster binnenin een H-II-gebied ioniseert een ruwweg bolvormig gebied van gas eromheen, maar de combinatie van 
ionisatiebollen van meerdere sterren binnen een H-II-gebied en de uitdijing van de verhitte nevel in omringende gassen met sterke dichtheidsvariaties hebben complexe vormen tot gevolg. Dit is het geval voor NGC 604, een reusachtig H-II-gebied in de Driehoeknevel.

## Opmerkelijke H-II-gebieden
Binnen het melkwegstelsel is het meest bekende H-II-gebied de Orionnevel (diameter 24 lichtjaar), die zich op een afstand van 1344 lichtjaren bevindt. De Orionnevel is onderdeel van een RMW die, als hij zichtbaar zou zijn, bijna het hele sterrenbeeld Orion (Jager) zou opvullen. De Paardekopnevel en de lus van Barnard zijn twee andere oplichtende delen van deze gaswolk.
De Grote Magelhaense Wolk, een satellietstelsel van de melkweg, bevat een groot H-II-gebied genoemd de Tarantulanevel (diameter 652 lichtjaar). Deze nevel bevat duizenden sterren, sommige met massa's van 100 maal die van de zon. Als de Tarantulanevel net zo dicht bij de aarde zou staan als de Orionnevel, dan zou deze ongeveer net zo helder schijnen als de maan.
NGC 604 is nog groter dan de Tarantulanevel en ongeveer 1300 lichtjaar in diameter, alhoewel deze wat minder sterren bevat. Het is een van de grootste H-II-gebieden in de lokale groep.

## Huidige problematiek in de bestudering van H-II-gebieden

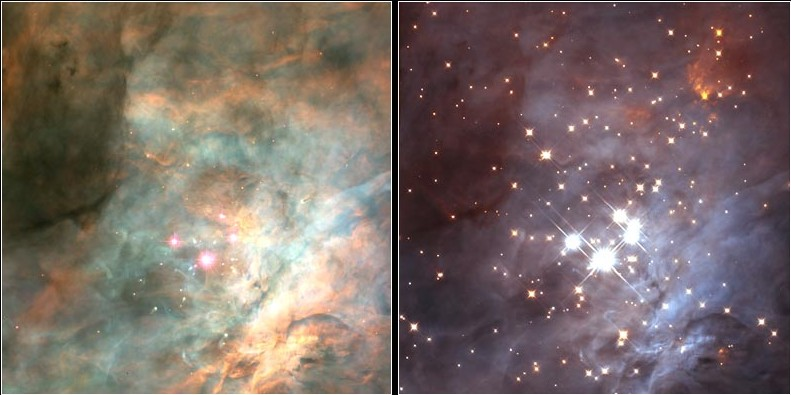
Optische foto's vertonen wolken van gas en stof in de Orionnevel; een infraroodopname (rechts) onthult jonge sterren die er binnenin schijnen.

In H-II-gebieden zijn bepalingen van het voorkomen van chemische elementen onderhevig aan enige onzekerheid. Er zijn twee verschillende manier om de hoeveelheid metalen in nevels te bepalen (dat is, elementen anders dan waterstof en helium), die op verschillende spectraallijnen gebaseerd zijn. Tussen deze twee methoden worden soms sterk strijdige resultaten gezien. Sommige astronomen verklaren dit met de aanwezigheid van kleine temperatuurfluctuaties binnenin H-II-gebieden, andere astronomen beweren dat de strijdigheden te groot zijn om met temperatuureffecten verklaard te kunnen worden, en speculeren op het bestaan van koude knopen die zeer weinig waterstof bevatten om de observaties te verklaren.
De volledige details de vorming van massieve sterren zijn nog niet goed bekend. Twee belangrijke problemen belemmeren onderzoek ervan. Allereerst is de afstand van de aarde tot de grotere H-II-gebieden aanzienlijk, waarbij het dichtstbijzijnde H-II-gebied meer dan 1000 lichtjaar ver weg is. Ten tweede wordt de vorming van deze sterren volledig aan het oog onttrokken door stof, waardoor observatie in zichtbaar licht onmogelijk is. Radiogolven en infrarood licht kunnen door het stof heendringen, waardoor het H-II-gebied rond de gevormde sterren bestudeerd kunnen worden.